# Madeleine Bunoust
Pour les articles homonymes, voir Bunoust.
Madeleine Bunoust, née à Paris 17e le 16 juillet 1885 et morte à Villiers-le-Bel le 26 août 1974, est une peintre française.

## Biographie
Paysagiste, membre du Salon d'automne de 1909 à 1938, on lui doit des compositions musicalistes. 
Elle expose aussi au Salon des indépendants et au Salon des Tuileries de 1933 à 1942 et à la Société nationale des beaux-arts dont elle est sociétaire à partir de 1937. Elle est aussi remarquée à la Galerie Druet en 1933 : « Cette précision, cette touche directe et habile se remarque surtout dans ses aquarelles d'une décision très juste, à la fois synthétique et harmonieuse ». 
Elle a participé aux expositions de groupe organisées par la Société des Femmes Artistes Modernes (FAM), créée en 1931 par Marie-Anne Camax-Zoegger. Elle est présente sur la liste des artistes présentant une œuvre à la Galerie Bernheim-Jeune en 1935.
En 1950 elle commence à exposer au Salon des réalités nouvelles et, si dans sa première période, montrait des œuvres figuratives, elle évolue vers l’abstraction, avec des toiles proche de Robert Delaunay et de la dernière période de Kandinsky.

## Œuvres dans les collections publiques
- Le Touquet-Paris-Plage, musée du Touquet-Paris-Plage :
  - Maison d'Étaples, 1933, Le Touquet-Paris-Plage, Musenor

## Publications
- Quelques femmes peintres, Stock, 1936[5]
- Étapes et reflets, 1951